# Субстратне фосфорилювання
Субстратне фосфорилювання — процес синтезу АТФ, що в біологічних системах відбувається внаслідок розщеплення субстратів без участі дихального ланцюга мітохондрій. У цьому разі перетворення субстрату в продукт реакції супроводжується фосфорилюванням АДФ з утворенням АТФ. Цей процес можливий в аеробних та анаеробних умовах.

## Субстратне фосфорилювання в процесі гліколізу
Субстратне фосфорилювання протікає декількома реакціями на початковій стадії гліколізу

### Фосфорилювання глюкози
Перша реакція гліколізу — фосфорилювання глюкози з утворенням глюкозо-6-фосфату, що каталізується ферментом гексокіназою. Донором фосфатної групи є молекула АТФ. Реакція відбувається тільки у присутності іонів Mg2+, через те що справжнім субстратом для гексокінази є не АТФ4-, а комплекс MgАТФ2-. Магній екранує негативний заряд фосфатної групи, таким чином полегшуючи здійснення нуклеофільної атаки на останній атом фосфору гідроксильною групою глюкози.
ΔG0 = −16,7 кДж/моль
Внаслідок фосфорилювання відбувається не тільки активація молекули глюкози, а й її «полонення» всередині клітини: плазматична мембрана має білки-переносники для глюкози, але не для її фосфорильованої форми. Тому велика заряджена молекула глюкозо-6-фосфату не може проникнути через мембрану незважаючи на те, що її концентрація у цитоплазмі більша, аніж у позаклітинній рідині.

### Фосфорилювання фруктозо-6-фосфату
Після стадії ізомеризації глюкозо-6-фосфату йде друга реакція фосфорилювання, у якій фруктозо-6-фосфат перетворюється у фруктозо-1,6-бісфосфат за рахунок приєднання фосфатної групи АТФ. Реакцію каталізує фермент фосфофруктокіназа-1 (скорочено ФФК-1, існує також фермент ФФК-2, що каталізує утворення фруктозо-2,6-бісфосфату в іншому метаболічному шляху).
ΔG0 = −14,2 кДж/моль
В умовах цитоплазми клітини ця реакція є незворотною. Вона першою достовірно визначає розщеплення речовин по гліколітичному шляху, оскільки глюкозо-6-фосфат та фруктозо-6-фосфат можуть вступати в інші метаболічні перетворення, а фруктозо-1,6-бісфосфат використовується тільки у гліколізі. Саме утворення фруктозо-1,6-бісфосфату є лімітуючою стадією гліколізу.